# Station Gröndalsviken
Gröndalsviken is een station van het stadsgewestelijk spoorwegnet van Stockholm in de wijk Estö/Gröndal van Nynäshamn op 62,4 kilometer ten zuiden van Stockholm C. en op 1,5 km van station Nynäshamn.

## Station
Het station werd in gebruik genomen op 18 augustus 2008 bij de overgang van de zomer- naar winterdienstregeling. Het verving het station Nynäs havsbad dat ongeveer 800 meter noordelijker lag. Het station zonder kaartverkoop en OV-poortjes heeft een perron langs een enkel spoor.

## Omgeving
De Gröndalsbaai ligt binnen de archipel voor de kust en daarom beschut. Aan de westkant van het station ligt de jachthaven, aan de oostkant, de perronzijde, liggen de bushaltes en een gratis parkeerterrein. Op een normale winterdag heeft het station doordeweeks ongeveer 700 reizigers. Samen met Bålsta is het het enige station met slechts één spoor voor de pendeltåg. 

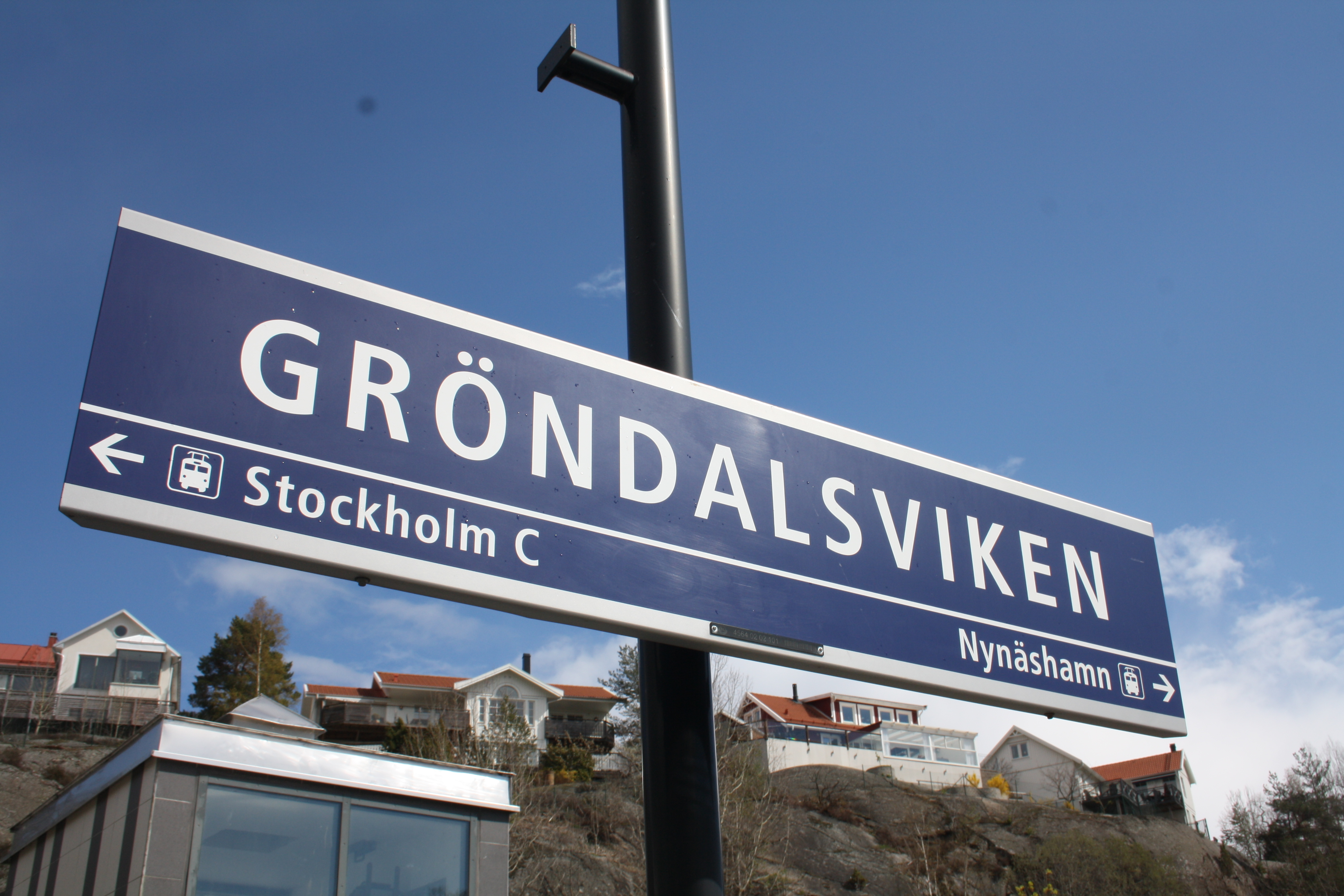
Stationsnaambord
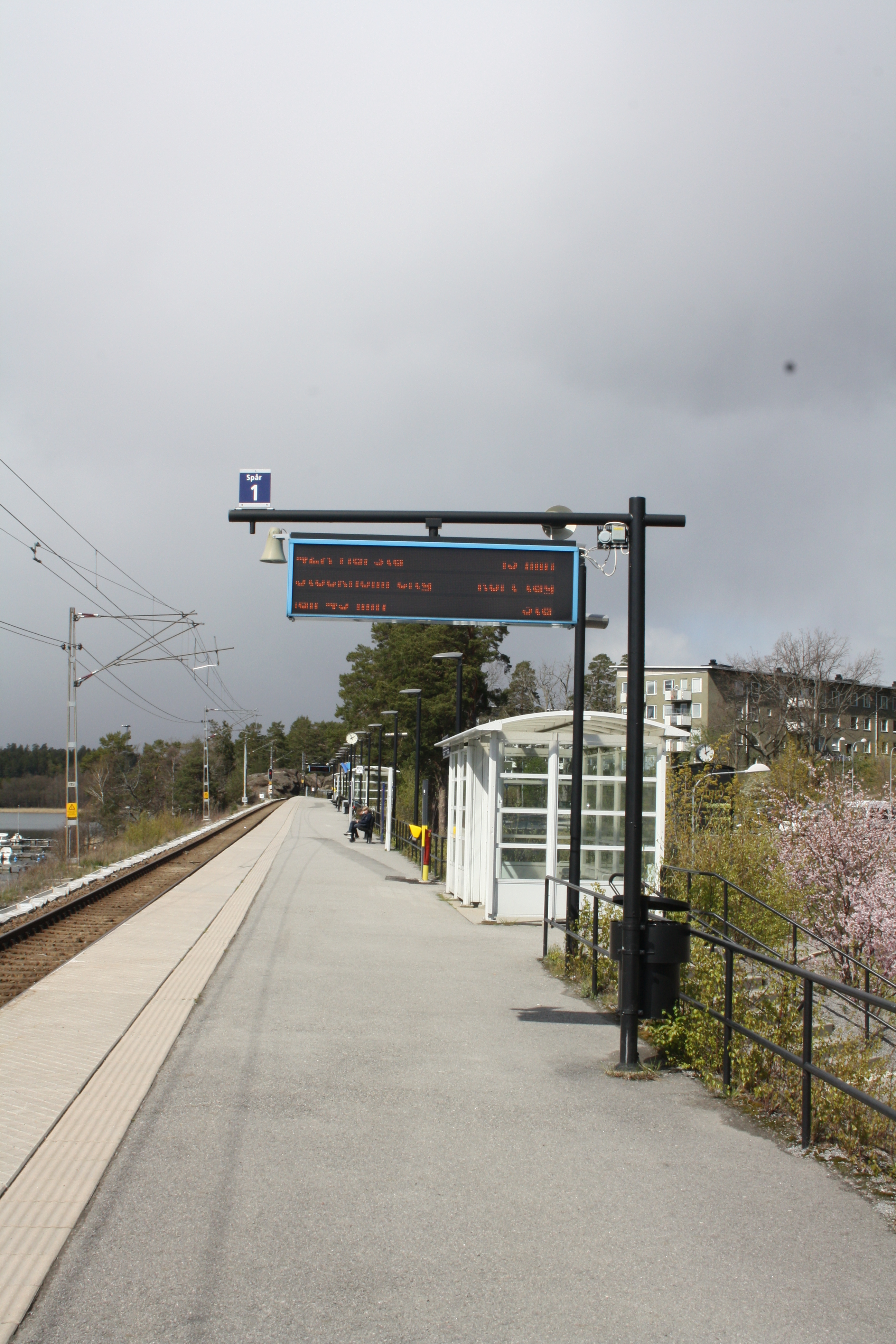
Perron
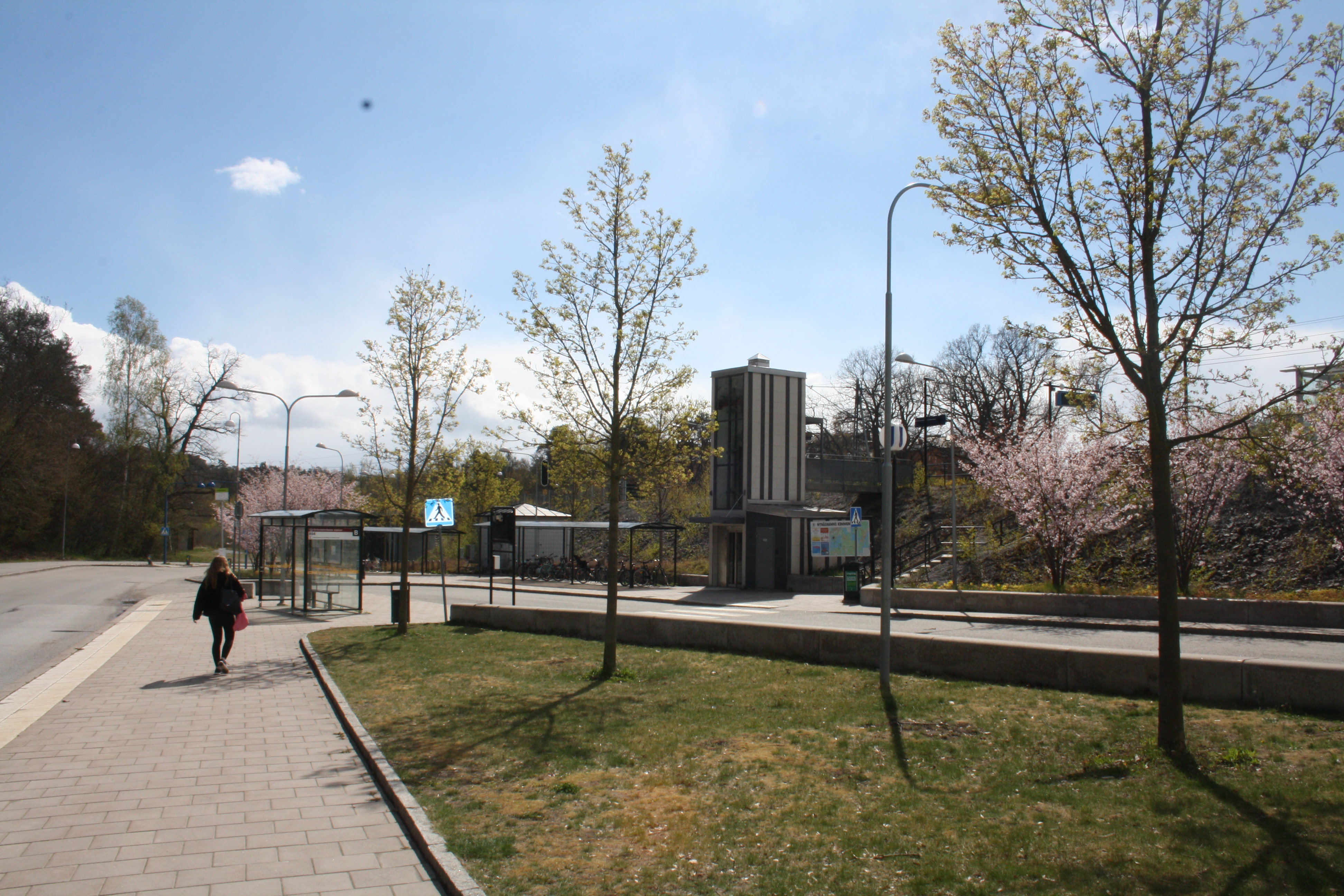
Stationsomgeving